# Кударинское сельское поселение
Се́льское поселе́ние «Кударинское» (бур. Хγдэриин hомон) — муниципальное образование в Кяхтинском районе Бурятии Российской Федерации.
Административный центр — село Кудара-Сомон.

## История
Статус и границы сельского поселения установлены Законом Республики Бурятия от 31 декабря 2004 года № 985-III «Об установлении границ, образовании и наделении статусом муниципальных образований в Республике Бурятия».

## Население
| 2002  | 2011  | 2012  | 2013  | 2014  | 2015  | 2016  |
| ----- | ----- | ----- | ----- | ----- | ----- | ----- |
| 2267  | ↘1551 | ↘1527 | ↘1492 | ↘1465 | ↗1474 | ↘1460 |
| 2017  | 2018  | 2019  | 2020  | 2021  | 2023  | 2024  |
| ↘1422 | ↘1410 | ↘1388 | ↘1312 | ↘1100 | ↘1055 | ↘1012 |

## Состав сельского поселения
| № | Населённый пункт | Тип населённого пункта       | Население |
| - | ---------------- | ---------------------------- | --------- |
| 1 | Кудара-Сомон     | село, административный центр | ↘1371     |
| 2 | Семёновка        | село                         | ↘89       |
| 3 | Хамнигадай       | село                         | ↘92       |